# Rodrigo
Roderico o Rodrigo (en gótico: Hroþareiks, en latín: Rodericus y en árabe: لذريق‎, Ludharīq; 688-711), nombrado en numerosas fuentes clásicas como Don Rodrigo, fue rey visigodo entre los años 710 y 711. Llegó al trono de forma violenta, lo que produjo la secesión de parte del reino. Fue derrotado por los musulmanes en la batalla de Guadalete, debido a una traición entre oponentes visigodos del propio rey. Tradicionalmente se le ha considerado como el último rey de los visigodos.

## Las fuentes
La Crónica mozárabe de 754 ofrece pocos datos sobre los hechos acaecidos inmediatamente después del reinado de Witiza. Indica que Rodrigo se apoderó del trono y que reinó un año. Agrega que había una guerra civil antes de la invasión de los árabes y que fue traicionado por algunas de sus tropas. Sin embargo, no menciona a Agila II, ni dice que los partidarios de Witiza llevaran a cabo la traición, o que hubiese una petición de ayuda para destronar a Rodrigo.
   

La Chronica regum Visigothorum registra los nombres de los reyes visigodos y los años de sus reinados. Después de la entronización de Ervigio, los manuscritos difieren en la continuación de los siguientes reyes.La Continuatio codicis C Parisini, que consta en un manuscrito del siglo XII, no menciona a Rodrigo e indica que a Witiza le sucedió Agila y después de tres años le sucedió Ardo. Pero la Continuatio Legionensis, que aparece en un manuscrito del siglo XI, indica que a Witiza le sucedió Rodrigo, el cual reinó durante siete años y seis meses. Sin embargo, no se sabe cuándo fueron recopiladas por primera vez y, dado que asignan duraciones de reinados diferentes a los sucesores de Ervigio, es posible que pudiera haber habido errores de transcripción. Pero en definitiva se da a entender que a Witiza le sucedieron dos reyes que controlaron distintas partes del reino.

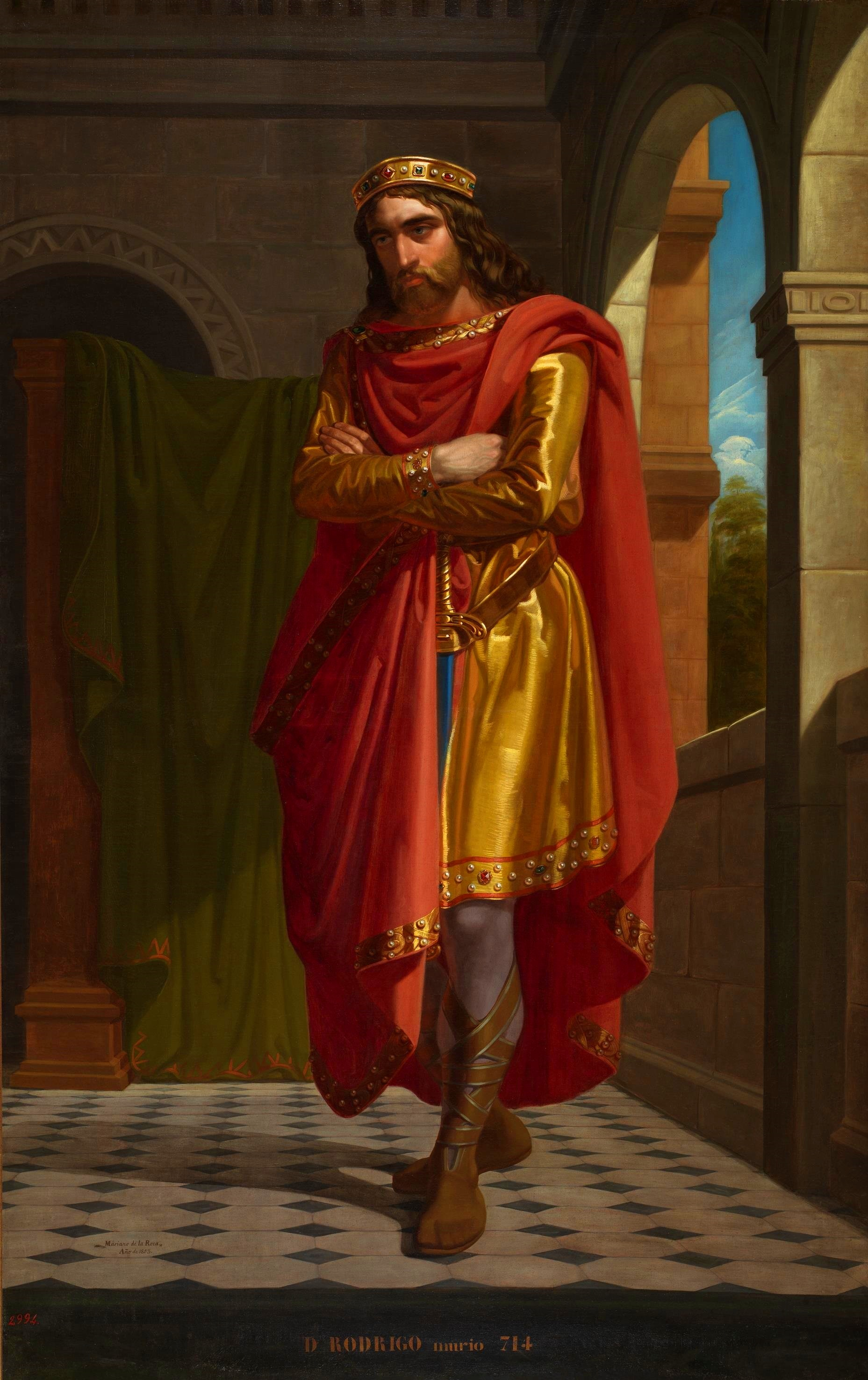
Don Rodrigo, rey de los visigodos (Museo del Prado, Madrid)

En cuanto a las crónicas árabes, la primera versión de la conquista de Hispania procede de alrededor de 860. En la obra de Ibn Abd al-Hakam se relata que el señor de Ceuta, deseoso de vengarse de Rodrigo, se ofreció a transportar a Táriq ibn Ziyad a la península ibérica. El rey visigodo fue a detener su avance, pero fue derrotado y Rodrigo resultó muerto. El resto de crónicas árabes comparten esta visión: el papel del señor de Ceuta y la derrota de Rodrigo en una batalla.
En cuanto a las Crónicas asturianas —la Crónica albeldense y la Crónica de Alfonso III— presentan al reino de Asturias como continuador del reino visigodo de Rodrigo y culpan de la conquista sarracena a los witizianos, a los que asigna la conjura. La Crónica de Alfonso III data del siglo IX. La versión rotense indica que Rodrigo era nieto de Chindasvinto e hijo de Teodofredo, quien había sido asesinado por Égica para impedir que pudiera ser un rival al trono. Relata, sin más detalles, que Rodrigo sucedió a Witiza y al tercer año de su reinado fue derrotado por los árabes y la traición de los hijos de Witiza. La versión sebastianense añade que los hijos de Witiza solicitaron ayuda a los árabes para expulsar a Rodrigo del trono, pero que perecieron con Rodrigo. Dado que la Crónica de Alfonso III indica que Witiza era hijo de Egica y de Cixilo, en el momento que el que dejó de reinar tendría unos veinticinco años y, por tanto, su descendencia no tendría en esa época la edad suficiente para traicionar a nadie, con lo que la crónica se contradice a sí misma.
Ni en la Crónica mozárabe ni en las posteriores se hace mención a Agila II, tampoco en las crónicas árabes. Se da la situación que las crónicas escritas en la zona de influencia de Agila II desconocieron la existencia de Rodrigo hasta pasada la mitad del siglo XIII, cuando se tradujo la obra del obispo Rodrigo Jiménez de Rada. Sin embargo, ha existido una derivación metodológica errónea de intentar ajustar el nombre de Agila con alguno de los personajes de las Crónicas cuyo nombre no se da, como considerarle el hijo de Witiza, cuyo nombre no aparece en las crónicas asturianas, e incluso acomodarlo como hijo o pariente de Witiza que fue asociado al trono en el noreste de la península ibérica Las crónicas asturianas, dada su concepción de que Rodrigo había sido el último rey visigodo y que el reino de Asturias se identificaba como su sucesor, no reconocen a Agila, que reinó dos años más en parte del territorio, y sumaron esos años al reinado de Rodrigo, de modo que este último habría reinado tres años.

## Sucesión de Witiza
No se tiene constancia de su muerte ni de las circunstancias de la sucesión de Witiza, aunque se puede deducir que no fue pacífica. Según la Chronica Regum Visigothorum, el reinado de Witiza terminó en 710, mientras que la Crónica mozárabe lo sitúa en 711. De forma general se acepta que el reinado de Witiza finalizó con su muerte, cuando aún no habría cumplido los treinta años de edad, alrededor de sus veinticinco años de edad  de acuerdo a si se considera que fue hijo de la reina Cixilo. Aunque si se considera que Witiza no fue hijo de Cixilo, sino de un matrimonio anterior de Égica, entonces tendría una edad relativamente avanzada.
Del siguiente rey, Rodrigo, la Crónica mozárabe parece indicar que se apoderó del trono de forma violenta con el apoyo de una significativa parte de la aristocracia que conformaba la élite seglar y eclesiástica del reino que intervenía en la elección del rey. De este modo Witiza habría sido derrocado y muy probablemente asesinado. Si hubiera muerto por causas naturales y Rodrigo hubiera sido elegido, entonces no se hubiera producido la situación conflictiva. Aunque pudiera haberse dado el caso de que Witiza muriera por causas naturales y que Rodrigo se hubiera alzado para evitar que los parientes de Witiza pudieran designar a uno de sus miembros al trono. Se ha supuesto que pudiera haber habido un interregno de varias semanas o meses durante el cual habría existido un estado de guerra entre Rodrigo y otros aspirantes al trono.
Sea como fuere, lo cierto (según las fuentes) es que este golpe de Estado debilitó el consenso entre la aristocracia, y que la subida al trono de Rodrigo produjo conflictos internos que ocurrieron en el momento en el que los árabes habían comenzado a atacar poblaciones al sur de la península ibérica. La élite nobiliaria se habría dividido y, como ya ocurriera con la sucesión de Chindasvinto en 653 y de Recesvinto en 672, hubo una rebelión regional de territorios que no reconocieron la autoridad de Rodrigo, por lo que es posible que Rodrigo hubiera tenido que afrontar la división del reino con Agila II en el noreste, puesto que las monedas acuñadas a nombre de Agila proceden del noreste del reino —de la Narbonense y Tarraconense— sin que haya superposición geográfica con las monedas acuñadas a nombre de Rodrigo.

## Conquista musulmana

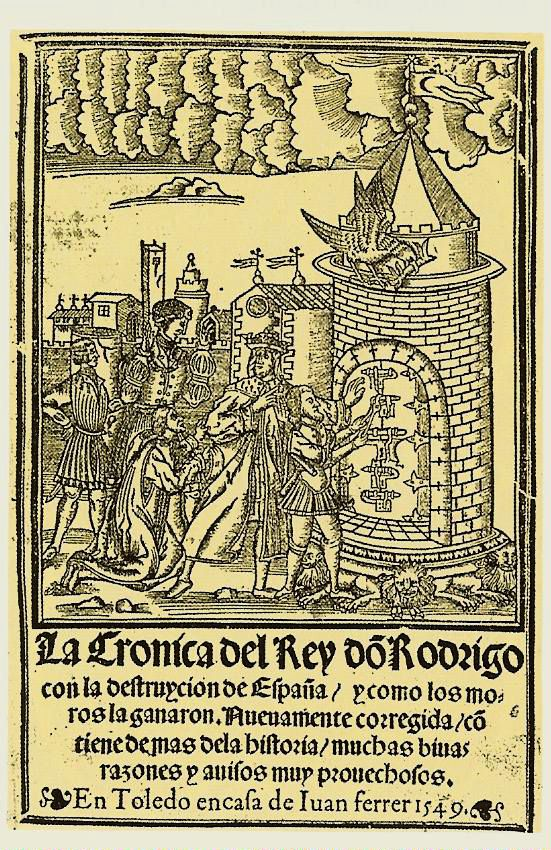
Portada de La crónica del rey don Rodrigo, que recoge las tradiciones sobre el último rey visigodo y la pérdida de España.

Existen fuentes árabes que indican que Rodrigo estaba de campaña contra los vascones en el momento del desembarco árabe comandado por Táriq ibn Ziyad. Es factible si se considera una expedición de prestigio para afianzar su poder en un reinado recién comenzado. Sin embargo, la Crónica de 754 no indica que hubiera habido ninguna expedición militar y, por tanto, el ejército fue convocado para enfrentarse a los árabes. Las fuentes árabes crean cifras exageradas para engrandecer la victoria árabe, pero un dato aproximado puede ser una cifra algo más grande que el ejército convocado por Wamba para someter al conde Paulo, de entre doce y catorce mil visigodos frente a diez mil árabes.
Mientras las crónicas árabes hablan de la existencia de una única incursión árabe, la Crónica mozárabe de 754 indica que los árabes estaban realizando una serie de incursiones cuando Rodrigo emprendió la ofensiva para hacerles frente. La situación de la batalla no está clara, Isla Frez indica que el ejército visigodo siguió la ruta de Córdoba a la bahía de Algeciras, lo que marginaba a Sevilla, donde la Crónica de Abu Bakr Ibn Umar Al-Qutiyya indica que había familiares de Witiza, y donde Rodrigo no esperaría encontrar apoyos.
El resultado fue la completa debacle del ejército visigodo y la muerte del propio monarca. Se puede entrever que el resultado de esa batalla fue decidido por una traición, de la que no da nombre alguno, que produjo una deserción en las filas visigodas. La traición al rey no solo aparece en la Crónica mozárabe, sino también en las árabes, lo que puede corroborarse en el sentido de que Rodrigo no se habría decidido a dar batalla a los árabes si no hubiera tenido ventaja numérica y logística, de ahí que el resultado final hubiera sido fruto de una traición. Sin embargo, dado que Rodrigo había accedido al trono de forma conflictiva contra los intereses witizanos y aún no habría afirmado su autoridad, y que en el ejército visigodo habría clientelas nobiliarias afectas a la familia de Witiza, estos habrían abandonado al rey en el mismo momento de la batalla, lo que habría sentenciado el desastre final. La intención de los traidores sería que el rey fuera eliminado o muy debilitado, de modo que pudieran hacerse con el poder  y, por tanto, no era entregar el reino a los invasores, sino conseguir el cambio del rey.
Pero su plan no fue como esperaban y perecieron en la misma batalla  o poco después en otros episodios como la Toma de Toledo (711); lo que apunta a la falta de acuerdos previos y vendría a desmentir las acusaciones de las crónicas asturianas que establecieron que los árabes fueron reclamados por los witizanos. Acusaciones que habrían venido por el acercamiento entre los árabes y witizanos después de la conquista, en el que estos últimos se habrían querido asegurar el mantenimiento de su posición política y económica.
Un segundo intento del ejército visigodo para frenar a los musulmanes se produjo en Écija poco después, con una nueva derrota en la Batalla de Écija (711), lo que anuló toda resistencia visigoda. La crónica mozárabe puede dar a entender que la derrota del rey Rodrigo provocó una guerra civil entre los visigodos, y que Rodrigo habría perdido el control de Toledo por Oppas, el hijo de Egica, que, según Roger Collins, podría haber sido coronado rey en el momento en el que Rodrigo fue a detener a los árabes o después de haber sido derrotado por ellos. No obstante, la expulsión de Oppas de Toledo por la alta aristocracia partidaria de Rodrigo que allí quedaba, haría constar la falta de apoyos que tendría la facción witizana para tal intento.
La muerte del rey y de la élite cortesana tanto partidaria como adversaria de Rodrigo, así como de la capital, paralizó el sistema político y la nobleza regional se sometió a los invasores negociando la conservación de su estatus político y económico. Además, la eliminación de una parte significativa de la aristocracia visigoda facilitó los matrimonios mixtos con los invasores, como el de la reina viuda Egilona con Abd al-Aziz ibn Musa, valí de al-Ándalus.

## Narrativas y leyendas
Existen narraciones muy posteriores originadas en Egipto de una tradición oral no fiable, que enlazan a Don Rodrigo con el conde de Ceuta, Don Julián, quien envió a su hija Florinda la Cava a la corte de Toledo para ser educada, y también con la idea de que era un buen lugar para encontrar marido entre los hijos de otros nobles.
Por aquella época, el rey visigodo Don Rodrigo padecía sarna y era Florinda la elegida para que le limpiara la sarna con un delicado alfiler de oro. Así se fue fijando el rey Don Rodrigo en ella, queriéndola poseer, pero no en matrimonio. Con el tiempo y guiado por la lascivia, forzó a la joven. Ella, tras la consumación del acto, envía a su padre una serie de regalos entre los que pone un huevo podrido. Don Julián, recibiéndolo, comprendió lo que había pasado. Fue a Toledo a reclamar a su hija, aunque para no levantar sospecha, dice que debía llevarse a Florinda con él, ya que su mujer estaba terriblemente enferma y solo la visión de su hija podía hacer que recobrase algo la salud. Don Rodrigo no desconfía y entrega la chica a su padre. Don Julián regresó a Ceuta y, más ofendido que nunca, entabla conversaciones con Musa ibn Nusair para desembarcar en la península ibérica y destronar a Rodrigo.

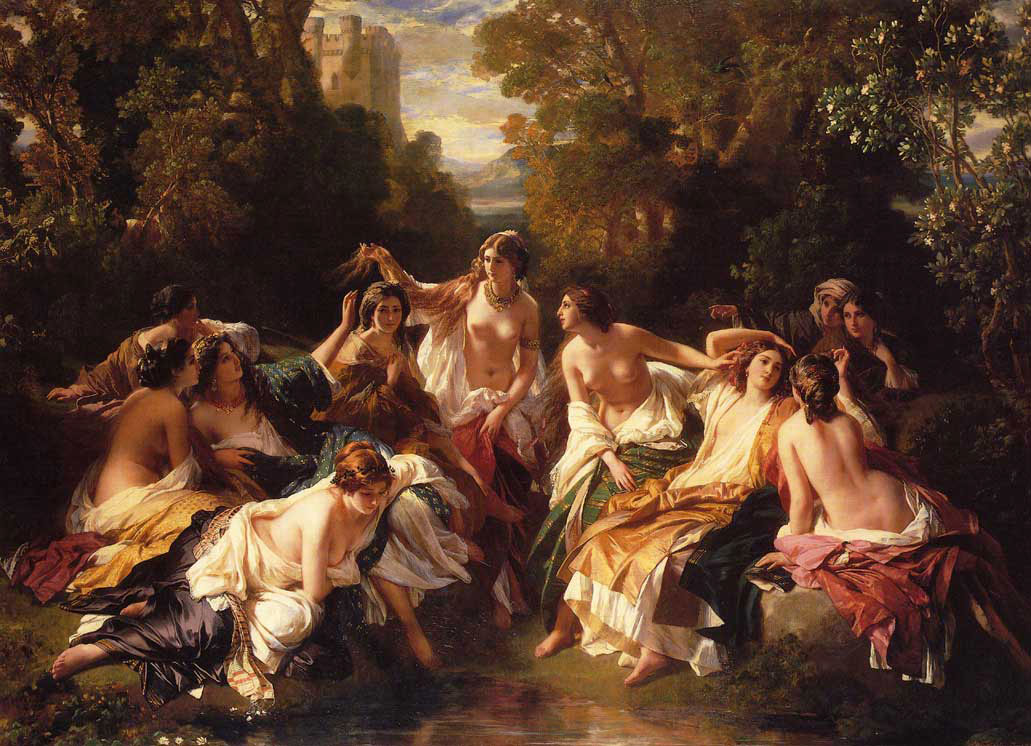
El rey Don Rodrigo espiando desde los arbustos de la izquierda a Florinda la Cava bañándose, hija del conde Don Julián. Pintura Florinda (1853) por Franz Xaver Winterhalter

Otra versión, haciendo referencia a lo que relatan tanto la leyenda como el Romancero, Florinda la Cava era una joven mujer de gran belleza que fue enviada por su padre, conde de la ciudad de Ceuta (por entonces llamada Septem), a la corte visigoda, en Toledo, con el fin de recibir una buena educación. Por ese entonces, cabe recordar que la España visigoda estaba reinada por Rodrigo, último rey visigodo, quien tenía fama de ser un rey mujeriego. En la corte, Florinda conoció a Rodrigo, quien al instante se enamoró de su belleza y comenzó a cortejarla.  
«La Cava, llamada así por los árabes y cuyo nombre significa “mala mujer”, había salido con sus doncellas por los jardines de su residencia y decidió darse un baño sin percatarse de que don Rodrigo la contemplaba. La visión de la bella joven “abrasóle” al monarca que, obsesionado con la muchacha, acabaría por forzarla. “Florinda perdió su flor, el rey padeció castigo”, señala el Romancero Español que achaca a este ultraje el posterior desastre en la batalla de Guadalete y el fin del reino visigodo: “De la pérdida de España / fue aquí funesto principio”».
«“Ella dice que hubo fuerza; / él, que gusto compartido”, señala el Romancero sin aclarar si hubo o no violación, algo que sí se indica en otras crónicas, como en La verdadera historia del rey Don Rodrigo (1589), de Miguel de Luna. Otras versiones afirman, en cambio, que fue la joven quien sedujo a Don Rodrigo y que este logró “yacer con ella” bajo promesa de matrimonio, pero no cumplió lo prometido». 
Sea como fuere, Florinda, lejos de querer estar junto al rey, le rechazó. El rey enfurecido y lleno de rabia secuestró a Florinda y la forzó a tener relaciones sexuales. Florinda dio cuenta de todo lo ocurrido a su padre, quien decidió vengarse de Rodrigo. Don Julián se reunió con los musulmanes («en Ceuta está don Julián, / en Ceuta la bien nombrada, / que por las calles de allende, / viene a traer la embajada») facilitándoles las necesarias embarcaciones para acceder a la península ibérica a través de Ceuta. Este conjunto de «amores, odios y venganzas» fue el origen legendario de la ocupación musulmana de la península ibérica. Las tropas de Táriq ibn Ziyad, el general musulmán de Muza, vencieron en el verano de 711 a las huestes de Don Rodrigo en la trascendental batalla de Guadalete. La derrota se canta en un famoso romance: «Las tropas de don Rodrigo / desmayaban y huían / cuando en la octava batalla / sus enemigos vencían...» El final del último rey visigodo es controvertido y legendario. Una tradición por confirmar asegura que sus restos fueron trasladados a la iglesia de San Miguel de Fetal, en Viseo (Portugal), donde se ha descubierto una lápida con una inscripción de la que ya hablaba el caballero Fuas Roupinho en el siglo XII: «Hic iacet Rudoricus, ultimus Rex gothorum».
Una leyenda, que transmite Ibn al-Qutiyya en su Historia de la Conquista de al-Ándalus cuenta que un rey de España construyó una torre en Toledo en la que encerró un secreto con un candado e impuso a sus sucesores la obligación de que añadieran un candado más. El rey Rodrigo, decidido a averiguar el secreto, hizo abrir la cámara y en ella había pintadas en las paredes figuras de caballeros árabes, en el medio de la sala había una mesa ricamente labrada en la que aparecía grabado que era la mesa del rey Salomón, y encima de la mesa se hallaba un arca con un pergamino que decía: «Si se viola esta cámara y se rompe el encantamiento contenido en este arca, las gentes pintadas en estas paredes invadirán España, derrocarán a sus reyes y someterán a todo el país».

## En el arte y la literatura
El escritor escocés Walter Scott y los ingleses Walter Savage Landor y Robert Southey, a partir de las leyendas asociadas al personaje, escribieron diversas obras: Scott, su poema La visión de Don Rodrigo, en 1811; Landor, su tragedia El Conde Julián, en 1812; y Southey, Rodrigo, el último de los godos, en 1814.
El escritor estadounidense Washington Irving, durante su estancia en España, volvió a referirse a Don Rodrigo en sus Crónicas moriscas: Leyendas de la conquista de España (1835): «La leyenda de Don Rodrigo», «La leyenda de la subyugación de España» y «La leyenda del Conde Julián y su familia».
Don Rodrigo también ha dado título a varias óperas entre las que sobresalen: Rodrigo de Georg Friedrich Händel (1707), El Rodrigo de Manuel de Sumaya (1708) (perdida, primera ópera de México), y Don Rodrigo de Alberto Ginastera.
| Predecesor: Witiza | Rey de los Visigodos 710-711 Rival y en disputa contra Agila II | Sucesor: Conquista árabe: (Musa ibn Nusair gobernador de Ifriqiya) |